# Hylaeus paulistanus
Hylaeus paulistanus là một loài Hymenoptera trong họ Colletidae. Loài này được Schrottky mô tả khoa học năm 1906.